# Karl Vorländer
Karl Vorländer, född den 2 januari 1860 i Marburg, död den 6 december 1928 i Münster, var en tysk filosof. Han var son till Franz Vorländer.
Vorländer, som var gymnasieprofessor i Solingen, gav värdefulla bidrag till filosofins historia genom Die Kantsche Begründung des Moralprinzips (1889), Kant und der Sozialismus (1900), Die neukantische Bewegung im Sozialismus (1902), Geschichte der Philosophie (2 band, 1903; 4:e upplagan 1913), Kant, Schiller und Goethe (1907) och Kant und Marx (1911).
Vorländer var influerad av bland andra Hermann Cohen och Paul Natorp.